# Slaget ved Kennesaw Mountain
Slaget ved Kennesaw Mountain blev udkæmpet den 27. juni 1864 under Atlanta-kampagnen i Den amerikanske Borgerkrig. Trods navnet blev en stor del af slaget udkæmpet sydvest for Kennesaw Mountain nær Marietta i Georgia. De vigtigste deltagere i slaget var unionshærene under kommando af generalmajor William T. Sherman og Sydstaternes Army of Tennessee under kommando af general Joseph E. Johnston.

## Optakt
Hele vejen gennem det nordlige Georgia havde Sherman bevæget sin hær mod sydøst langs jernbanen fra Chattanooga i Tennessee mod Atlanta i Georgia. Johnston placerede til stadighed sin hær i forsvarsposition, men måtte trække sig tilbage, når Sherman sendte sin hær rundt om Johnstons flanke. Ved Kennesaw Mountain havde Johnston et massivt netværk af skyttegrave og skanser klar til at stoppe Unionens fremmarch. Denne gang blev Sherman mødt af et angreb fra styrker under John Bell Hood (slaget ved Kolb's farm) da han prøvede på at marchere sydpå rundt om Kennesaw. Selv om Unionshæren afviste det hastigt forberedte angreb, kunne hæren ikke udflankere sydstatshæren længere. Mudrede veje var blevet så godt som ufremkommelige på grund af en række kraftige regnskyl. Sherman vidste, at under disse betingelser ville en march længere væk fra hans forsyningslinie via jernbanen være for langsom. I stedet troede Sherman, at Hood's forlængelse af sydstatshærens linjer mod syd betød, at Johnstons front var blevet for tynd på andre steder. Sherman udformede derfor planer for et angreb midt på sydstatshærens stilling.

## Slaget
Unionshæren begyndte angrebet om morgenen med en tordnende kanonade fra artilleriet på sydstatshærens stillinger. Dette blev fulgt op med et infanteriangreb i tre dele: Army of the Cumberland under kommando af George Henry Thomas skulle gennemføre hovedangrebet på William J. Hardee's soldater i midten af linjen. På Thomas' venstre side skulle Army of the Tennessee under kommando af James B. McPherson gennemføre et sekundært angreb mod siderne af Little Kennesaw Mountain, og på Thomas's højre side skulle Army of the Ohio under kommando af John M. Schofield fastholde Hood's korps i den sydlige del af linjen. Den voldsomste kamp kom til at foregå, hvor fonten havde et knæk nær midten af Sydstaternes linje, et sted, som senere blev kendt som den døde vinkel (the Dead Angle). Trods gentagne forsøg på at gennembryde sydstatshærens forsvarsstillinger kunne unionshæren ikke kaste sydstatshæren ud af dens stillinger. Der regnes med, at tabene var på 3.000 mand fra Nordstaternes hære og 1.000 mand fra Sydstaternes.

## Efter slaget
Efter slaget var begge sider i et dødvande. Den 1. juli var vejene tørret tilstrækkeligt ud til, at Sherman kunne fortsætte sine udflankende manøvrer. Johnston havde fordelen af at have udkigsposter på bjerget og observerede Shermans bevægelser og trak sig igen tilbage, før Unionens hær kunne angribe ham i siden. Det næste større slag blev slaget ved Peachtree Creek.
Militærhistorikere har hævdet, at Shermans angreb var et overflødigt spild af liv mod en fast nedgravet modstander. Sherman derimod troede på, at hans handlinger kunne forsvares, idet de viste Johnston, at han ikke var bange for at kæmpe. Uanset hvad der er rigtigt, var Kennesaw Mountain en af de få sejre til Sydstaterne under Atlanta-kampagnen.
Slagmarken er nu en del af Kennesaw Mountain National Battlefield Park, hvor såvel planlagte sydstatsskyttegrave på toppen af bjerget såvel som hastigt gravede unionsskyttehuller stadig er lette at få øje på for enhver besøgende.